# Selo do Alasca
O selo do estado do Alasca foi adotado pela primeira vez em 1910, quando o Alasca ainda era um distrito, antes mesmo de ser elevado à categoria de estado dos Estados Unidos. O primeiro governador designou um selo do distrito, na qual incluiu geleirass, iglus, auroras polares e um esquimó pescando no gelo.
Em 1910, o selo foi redesenhado, com um novo desenho mais representativo da indústria do estado e de suas riquezas naturais. Atualmente, o desenho do selo consiste em um horizonte com os raios solares acima, representando a aurora polar do estado. A casa de fundição representa a mineração; o trem representa as ferrovias; e os navios representam o transporte marítimo do Alasca. As árvores do selo representam a riqueza do estado em madeira; e o agricultor, seu cavalo e os três feixes de trigo representam a prática agrícola. No círculo exterior, há o desenho de um peixe e de uma foca, que representam a importância da pesca para a economia do Alasca, e a expressão "The Seal of the State of Alaska", em letras maiúsculas (em português: O selo do estado do Alasca").